# ماريون لويد
ماريون لويد (بالإنجليزية: Marion Lloyd)‏ هي مبارزة بالسيف أمريكية، ولدت في 16 أبريل 1906 في بروكلين في الولايات المتحدة، وتوفيت في 2 نوفمبر 1969 في بيفرلي هيلز في الولايات المتحدة.

## وصلات خارجية
- ماريون لويد على موقع أوليمبيديا (الإنجليزية)